# Cine Maremagnum
El Cine Maremagnum va ser un complex format per vuit sales de cinema ubicat al Port Vell de Barcelona, més concretament al Moll d'Espanya, número 5. El multicine es va inaugurar el 1995 i va ser una de les primeres multisales que es van instal·lar a la ciutat comtal. Estava gestionat per la cadena Cinesa, també propietària dels Cinesa Diagonal, Diagonal Mar, Heron City i la Maquinista.
El multisales Maremagnum tenia una sala de projecció 3D, igual que el cinema IMAX Port Vell, el qual va tancar el setembre del 2014. Tots dos estaven situats a la zona d'oci del Moll d'Espanya, inaugurada el 1995 arran de les reformes que s'hi van dur a terme per als Jocs Olímpics de 1992. Aquesta zona estableix que els usos han de ser recreatius, comercials i culturals, i tot i que en un inici hi havia molta oferta nocturna, en l'actualitat solament queden botigues ubicades en un gran centre comercial, així com bars de tapes i restaurants. És l'única zona de la ciutat que té el permís per obrir els comerços durant els 365 dies de l'any, ininterrompudament. Tot i així, val a dir que la pèrdua d'espectadors en el sector de l'audiovisual ha estat notable d'uns anys ençà. En aquest cas concret, però, es van perdre espectadors sobretot en les sessions nocturnes a causa de la poca seguretat de la zona.
D'altra banda, el declivi del Maremagnum venia ja d'anys enrere. El setembre de 2005 es va presentar un pla de rellançament després d'haver-se sotmès a una reforma que va durar 14 mesos i va suposar 14 milions d'euros d'inversió. Des d'aleshores, els gestors del complex van optar per rentar la seva imatge de conflictivitat associada al centre d'oci, el qual va patir una època de crisis per la mort de l'equatorià Wilson Pacheco, a mans de tres porters d'una de les discoteques del complex. Això va passar l'any 2002 i es van mantenir fins que ja el 2007 van tancar les quatre discoteques que s'hi trobaven, eliminant així l'oci nocturn i encarant-ho més a oci diürn i familiar.
Els cinemes Maremagnum van tancar les portes el 31 de desembre de 2015. Raúl Cabrera, director de màrqueting de la cadena Cinesa, va afirmar que el tancament dels cines no va ser causat per la crisi o la davallada del consum del cinema com a tal, sinó que es limitava al fet que, en acabar-se el contracte, van decidir no renovar-lo perquè -segons Raúl Cabrera- l'oferta de cinemes a Barcelona ja estava coberta amb les altres sales de la seva mateixa propietat. D'aquesta manera, Cinesa va oferir als deu treballadors que tenia les sales del Maremagnum un nou lloc de treball als multicines que van obrir posteriorment a Cornellà.
L'última pel·lícula que va estar en cartellera va ser Star Wars episodi VII: El despertar de la força.